# Lee Hyeon-seo
Đây là một tên người Triều Tiên, họ là Lee.
Hyeonseo Lee (sinh vào tháng 1 năm 1980), nổi tiếng qua tác phẩm The Girl with Seven Names (Cô gái với 7 cái tên), là một nhà văn, nhà hoạt động từ thiện và là một trong những người đào tẩu khỏi Bắc Triều Tiên, hiện cô đang sống và làm việc ở Hàn Quốc. Cô ấy đã bí mật trốn khỏi Bắc Triều Tiên và sau đó đưa gia đình mình vượt biên sang Trung Quốc trước khi có ý định trốn sang Hàn Quốc.

## Thời thơ ấu ở Bắc Triều Tiên
Lee lớn lên ở Hyesan, Bắc Triều Tiên. "Khi tôi còn nhỏ, tôi nghĩ nước mình là nước tốt đẹp nhất trên hành tinh này", Lee giải thích trong cuộc nói chuyện tại TED talk trong tháng 2 năm 2013. "Tôi lớn lên, hát một bài hát gọi là 'không có gì để ghen tị'. Tôi cảm thấy rất tự hào. Tôi nghĩ rằng cuộc sống của tôi ở Bắc Triều Tiên là bình thường, mặc dù lúc ấy tôi được bảy tuổi, tôi thấy cuộc xử tử công cộng đầu tiên." Gia đình cô ấy đã không phải là người nghèo, nhưng sau khi nạn đói ở Bắc Triều Tiên xảy ra trong những năm 1990, cô chứng kiến nhiều khổ đau và chết chóc.
Sau này, cô nhớ lại một bức thư mẹ cô nhận được từ các chị em của một đồng nghiệp, nói "Khi bạn đọc lá thư này, tất cả năm người trong gia đình sẽ không còn tồn tại trong thế giới này, bởi vì chúng tôi đã không có gì để ăn trong hai tuần... Chúng tôi đang nằm trên sàn cùng với nhau, và cơ thể chúng tôi đang rất yếu, chúng tôi đang sẵn sàng để chết." Không lâu sau đó, Lee "nhìn thấy một cảnh gây sốc bên ngoài nhà ga – một người phụ nữ đang nằm trên mặt đất dường như đã chết, với một đứa con đói khát trong vòng tay của bà nhìn chằm chằm vào mặt của bà ta." Lee sau đó nói, "không có ai giúp họ, bởi vì họ tập trung vào việc chăm sóc cho chính họ, và cho gia đình của họ." 

## Trốn chạy

### Trung Quốc
Trong năm 1997, Lee vượt qua sông Áp Lục đông giá một mình móc nối với một người lính canh bảo vệ biên giới thân thiện để thực hiện giấc mơ của mình trước khi vào đại học, chỉ định ở lại một thời gian ngắn trước khi trở về. Tuy nhiên, vì gặp rắc rối với công an Bắc Triều Tiên, cô ta phải sống với thân nhân ở Trung quốc như là một người nhập cư bất hợp pháp. Có một thời điểm, sau khi bị cáo buộc là người Bắc Triều Tiên, cô ấy bị thẩm vấn bởi cảnh sát và bị thử tiếng Trung Quốc và kiến thức về Trung Quốc của cô. Cô vượt qua được cuộc tra hỏi.

### Hàn Quốc
Sau 10 năm ẩn danh tính và sống trong sợ hãi ở Trung Quốc, Hyeonseo thành công trốn sang được Hàn Quốc. Đến Sân bay quốc tế Incheon vào tháng 1 năm 2008, cô bước vào văn phòng nhập cư và khai báo danh tính của cô là một người Bắc Triều Tiên đi xin tị nạn. Cô "được nhanh chóng đưa vào một phòng khác," nơi các quan chức kiểm tra giấy tờ, hỏi cô ta, có phải cô thực sự là người Trung quốc. Hyeonseo kể: " họ thông báo với tôi, rằng tôi sẽ bị giam giữ trong một thời gian không nhất định và sau đó bị trục xuất về Trung Quốc nếu tôi vi phạm luật Hàn Quốc. Hơn nữa, nếu chính phủ Trung Quốc biết được rằng tôi không thực sự là một công dân Trung Quốc, tôi sẽ bị bỏ tù, bị phạt nặng nề và sau đó bị trục xuất một lần nữa: đưa trở lại Bắc Triều Tiên." Cô yêu cầu họ gọi cho cục tình báo Quốc gia, ba giờ sau cô được đưa vào trung tâm thành phố Seoul 
Hyeonseo được cho theo một khóa học định hướng cho cuộc sống ở Hàn Quốc, sau đó được cho một chỗ để sống. Cô cho biết, " tôi bắt đầu với cảm xúc lẫn lộn của nỗi sợ hãi và sự phấn khích, nhưng để quen với đời sống mới thì trên thực tế có nhiều thử thách hơn là tôi tưởng. Tôi nhận ra có một khoảng cách lớn giữa miền Bắc và miền Nam, từ nền giáo dục cho đến sự khác biệt về văn hóa và ngôn ngữ. Chúng tôi là một chủng tộc đồng nhất ở bên ngoài, nhưng bên trong, chúng tôi đã trở nên rất khác biệt, là kết quả của 63 năm chia cách." 
Cô phải chịu đựng những thành kiến đối với người Bắc Triều Tiên và đôi khi nghĩ, "nó sẽ dễ dàng hơn nhiều nếu trở về sống ở Trung Quốc." Sau "một năm rối loạn và xáo trộn," tuy nhiên, cô ta "cuối cùng đã tìm thấy ý nghĩa trong cuộc sống mới." 